# Разафимахалео, Эрисо
Эризо Разафимахалеу (малаг. Herizo Jossicher Razafimahaleo; 21 февраля 1955 — 25 июля 2008, Антананариву, Мадагаскар) — малагасийский политический деятель, министр иностранных дел Мадагаскара (1997—1998).

## Биография
В молодости увлекался плаванием, установил рекорд страны в брассе.
Обучался в университете Антананариву, получил степень MBA Бизнес-школа Росс Мичиганского университета, также стажировался в Кембриджском и Гарвардском университетах.
В 1989—1991 гг. — советник по экономике президента Дидье Рацираке.
В 1992 г. основал партию Экономический Либерализм и Демократическое Действие Для Восстановления Мадагаскара и в 1993 г. быз избран в Национальное собрание.
В 1993—1994 гг. — министр индустриального развития и туризма.
На президентских выборах 1996 г. с 15,13 % голосами занял третье место и во втором туре поддержал Дидье Рацираку, что позволило ему одержать трудную победу над Альбером Зафи.
D 1997—1998 гг. — заместитель премьер-министра, министр иностранных дел Мадагаскара.
На президентских выборах 2001 г. получил только 4 % голосов избирателей и в 2002 г. сложил с себя полномочия национального президента партии "Экономический либерализм и демократические действия для национального восстановления".
Вернуться в публичную политику он решил в январе 2006 г., выступив на пресс-конференции с резкой критикой в адрес президента Марка Равалуманана. Вновь выдвинув свою кандидатуру на пост президента, Разафимахалео набрал 9 % голосов и занял четвёртое место.
Выступал против изменений конституции, вынесенных на референдум 2007 г., и участвовал в качестве координатора в работе национального комитета, который проводил кампанию за голосование «против».